# Stadtbibliothek Zofingen
Die Stadtbibliothek Zofingen ist die öffentliche Bibliothek der Stadt Zofingen. Sie ist zusammen mit dem Stadtarchiv Zofingen im Alten Lateinschulhaus in der Altstadt von Zofingen untergebracht und verfügt über einen bedeutenden historischen Buchbestand.

## Geschichte

### Gründung

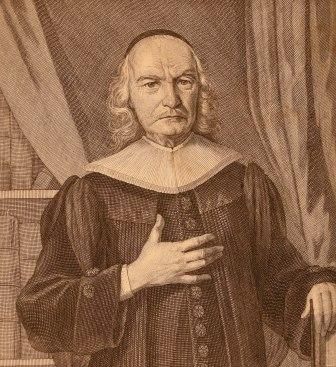
Johann Rudolf Rudolf auf einem Kupferstich von Johann Georg Seiler (nach einem Bild von Johann Rudolf Huber), 1718

1693 initiierten Zofinger Geistliche die Gründung einer Gelehrtenbibliothek. Die Stadt finanzierte darauf die Einrichtung der sogenannten Burgerbibliothek, die 1695 im Zunfthaus zu den Ackerleuten (heute: Haus Kirchplatz 10) eröffnet werden konnte. Mehrere spätere Autoren wie Johann Jakob Frikart, Samuel Zimmerlin oder Dominik Sprünglin geben 1695 als Gründungsjahr an, jedoch belegen Archivquellen 1693 als Gründungsjahr. Die Basis des Buchbestands wurde durch Schenkungen von Pfarrern gelegt. Zofingen war damit eine der ersten Städte mittlerer Grösse in der Schweiz, die eine Bibliothek gründeten. Hermann Escher sagte dazu an der schweizerischen Bibliotheksversammlung 1911 in Zofingen: 

„Es gibt wohl kaum eine so kleine Stadt in Europa, die aus eigenem Antrieb, zumeist aus eigenen Mitteln und durch hochherzige Unterstützung von gelehrten und ungelehrten einzelnen Mitbürgern eine Bibliothek von einer solchen Grösse und Bedeutung geschaffen hat.“

Es wird vermutet, dass die Beziehungen zum in Bern wirkenden Gelehrten und Zofinger Bürger Johann Rudolf Rudolf ausschlaggebend für die Bibliotheksgründung waren.

### 18. Jahrhundert

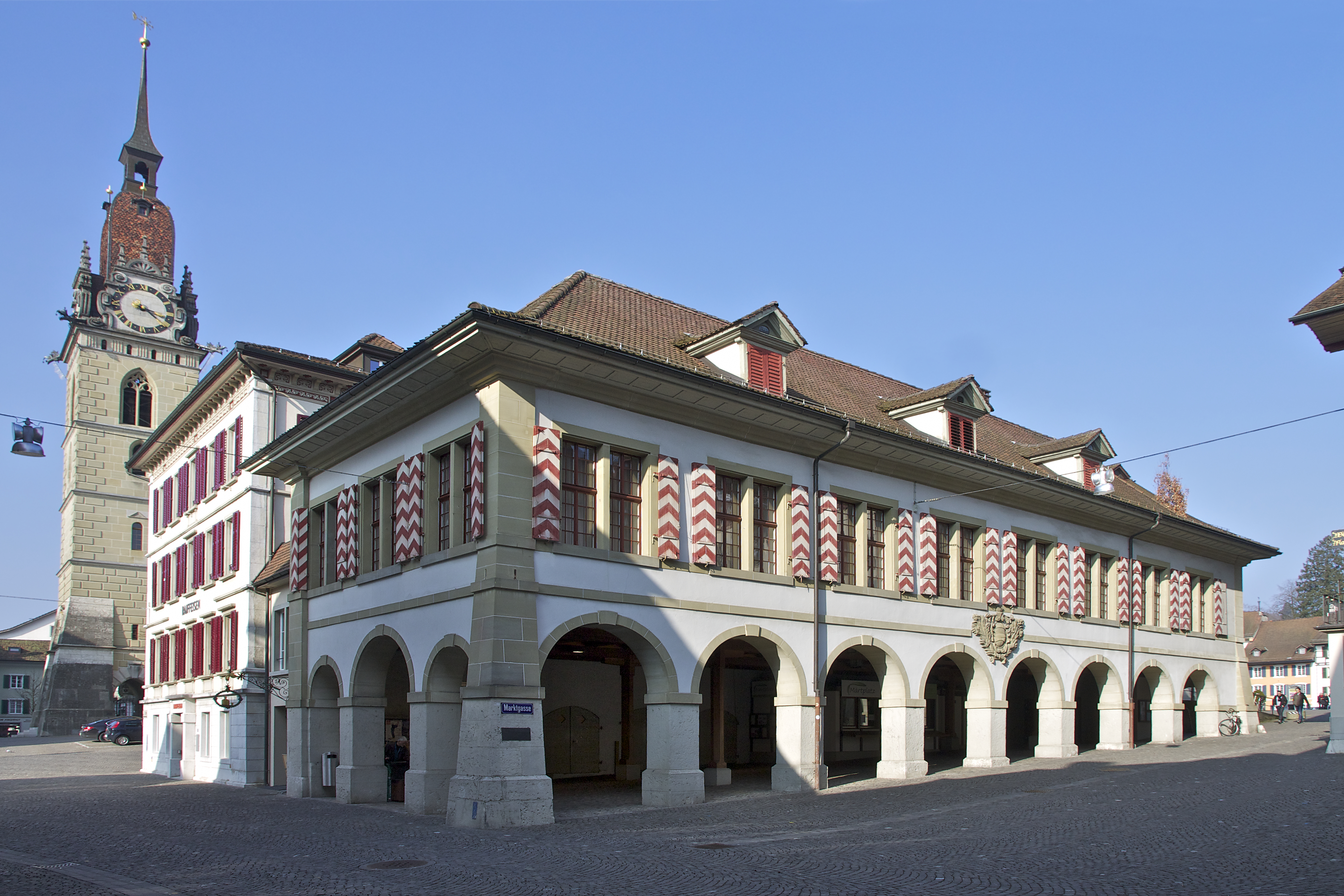
Markthalle mit Schaal, Standort der Bibliothek von 1732 bis 1901

In den folgenden Jahren unterstützten die Stadt und Private die Bibliothek nur geringfügig. Auf Bitten einiger Bürger engagierte sich die Stadt ab 1729 erneut. In einer auf 1731 nachträglich angefertigten Gründungsurkunde übernahmen der Schultheiss und der Rat von Zofingen das Patronat der Bibliothek. Es wurde ein kleines Kollegium mit fünf Mitgliedern für die Alltagsgeschäfte geschaffen und ein grosses Kollegium als Aufsichtsorgan.
1732 zog die Bibliothek in das Obergeschoss der Markthalle, die sogenannte Schaal, um.
Die Bibliothek wuchs in den folgenden Jahren überwiegend durch Schenkungen. Von den 1564 Neuerwerbungen zwischen 1732 und 1768 waren 1'236 geschenkt, 278 gekauft und 50 getauscht. 1761 wurde ein Fonds geschaffen, der den Kauf von Büchern ermöglichte.
1733 erhielt die Bibliothek vom Berner Magistraten Albrecht Wurstemberger eine Schenkung englischsprachiger Bücher. Theologische und philosophische Werke haben der Bibliothek der Pfarrer Uriel Freudenberger, der Theologe Franz Ludwig Sprünglin, des Gräzist Johann Georg Altmann und der Berner Schultheiss Christoph Steiger übergeben. Aus dem Nachlass des Pfarrers Mauriz Bossard (1650–1738) erhielt die Bibliothek Lexika, Bibeln und exegetische Literatur. Der Stadtschreiber und Schultheiss Johann Rudolf Suter (1682–1760) übergab der Bibliothek mystisch-spiritualistische Werke von Kaspar Schwenckfeld, Sebastian Franck und Jakob Böhme.
Auch nach 1768 erhielt die Bibliothek Schenkungen, etwa vom Zofinger Schultheissen Johan Rudolf Suter (1707–1791), von Autoren, die ihre eigenen Werke stifteten, etwa Samuel Lutz, Gottlieb Emanuel von Haller, Jakob Samuel Wyttenbach und Josef Anton Felix von Balthasar, vom Zofinger Arzt Samuel Friderich (1751–1814) medizinische Literatur, von Leutnant Sigmund Ringier (1760–1795) theologische Werke, vom Stadtbibliothekar und Lateinlehrer Abraham Ringier (1746–1804) Schriften von Humanisten, Rhetoriklehrbücher und Flugschriften zum Toggenburgerkrieg. 1783 übernahm die Bibliothek knapp 100 Bücher aus dem Waisenhaus, darunter Erbauungsliteratur von Jeremias Drexel, die sich zuvor im Besitz des Pfarrers Samuel Steinegger (1726–1814) befanden.

### 19. Jahrhundert bis Mitte 20. Jahrhundert

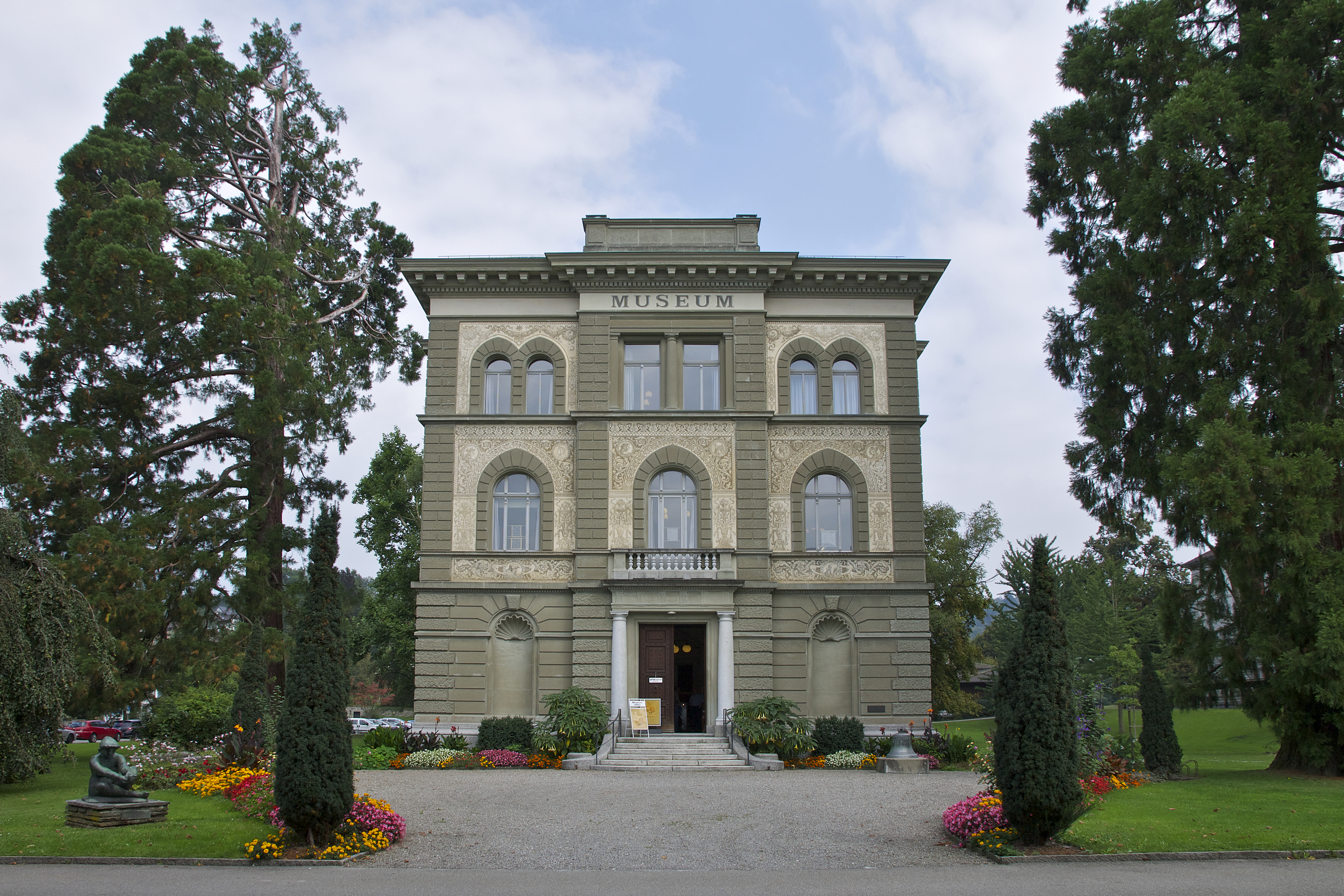
Museum Zofingen, Bibliotheksstandort von 1901 bis 1974

1806 vermachte ihr Johann Ludwig Rudolf (1726–1806), Professor für Rhetorik an der Hohen Schule in Bern, testamentarisch 4'800 Bände mit der Bestimmung, dass sie in Zofingen bleiben müssen. Schwerpunkte dieses Bestandes sind Philologie, Philosophie, Geschichte, Recht und Theologie. Unter den Bänden befanden sich auch solche, die sich zuvor im Besitz von Rudolfs Grossvater Johann Rudolf Rudolf oder dem Theologen Markus Rütimeyer (1580–1647) befanden. Aus Rütimeyers Sammlung kamen auch weitere 200 Werke in die Stadtbibliothek Zofingen.
Zwischen 1795 und 1865 nahm der Bestand von 6'000 auf 16'000 Bände zu. Ab den 1830er-Jahren wurden bevorzugt klassische Werke der deutschen Literatur akquiriert. 1879 wurde in der Bibliotheksordnung festgehalten, dass keine theologische, juristische und medizinische Fachliteratur angeschafft werden soll, sondern nur Werke, die von allgemeinem oder historischem Interesse sind. Ziel dieser Erwerbungspolitik war, die Gelehrtenbibliothek in eine für breitere Bevölkerungskreise interessante Einrichtung umzugestalten. Im Bibliotheksreglement ist dann eindeutig von Volks- und wissenschaftlicher Bibliothek die Rede, die die literarische Bildung, Wissen und Forschung fördern sollte.
Von 1833 bis 1920 war die Bibliothek in zwei Abteilungen organisiert. Die kleine oder äussere Bibliothek im Vorraum umfasste rund 1'000 Bände und war für das breite Publikum bestimmt. In der grösseren oder inneren Bibliothek befand sich der Hauptbestand, der für Gelehrte vorgesehen war. Anstatt einer Gebühr waren die Benützer der kleinen Bibliothek verpflichtet, den Katalog zu kaufen. Der Pädagoge Albert Schumann betreute nebenher von 1867 bis zu seinem Lebensende 1897 die Stadtbibliothek.
Nach dem Tod des Musikdirektors Karl Eugen Petzold 1889 übernahm die Stadtbibliothek dessen Nachlass. Darunter befanden sich Musikalien, Reiseliteratur, Kleinschriften und Manuskripte. 650 Bücher und Zeitschriften kamen 1903 als Schenkung des Zofinger Apothekers und Naturforschers Johann Hermann Fischer-Sigwart (1842–1925) hinzu, 1925 auch sein Nachlass, worunter sich auch seine eigenen Veröffentlichungen und seine Tagebücher befanden. 1'600 Bände aus dem Besitz des Chemikers Fritz Zimmerli (1874–1928) gelangten 1928 mit dessen Nachlass in die Bibliothek.
1901 zog die Bibliothek ins neu erstellte Bibliotheks- und Museumsgebäude an der General-Guisan-Strasse. Zu der Zeit umfasste die Sammlung der Bibliothek auch Gegenstände. Darunter befanden historische und naturhistorische Objekte. Den weitaus grössten Teil machten Münzen aus. Sie wurden der Bibliothek geschenkt oder angekauft, zum Beispiel 1768, als der Rat 100 Gulden dafür sprach. Die Münzensammlung zählte 1762 2'770 Stück. Bis 1774 wuchs sie auf 4'000 Stück.
1931 betrug der Bücherbestand 50'000 Bände.

### Ab Mitte des 20. Jahrhunderts: Umbau in eine moderne Stadtbibliothek
Da die Bibliothek seit der Gründung nebenamtlich geführt wurde, waren ihre Öffnungszeiten stark begrenzt und damit auch die Zahl der Nutzer eher klein. Ab 1950 kamen zu der bisherigen Öffnungszeit am Samstagnachmittag zwei Stunden am Mittwochabend hinzu. Erst mit der Anstellung eines hauptamtlichen Bibliothekars 1965 änderte sich dies. Die Öffnungszeiten betrugen nun 20 Stunden in der Woche. Das Ziel der Ortsbürgergemeinde war es, die Bibliothek gegenüber weiteren Bevölkerungsgruppen zu öffnen. Infolgedessen wurde auch eine mit 1'200 Bänden bestückte Freihandbibliothek sowie eine Abteilung mit Jugendbüchern eingerichtet.
Der Weg von der Magazin- zur Freihandbibliothek wurde mit dem Umzug in das Alte Lateinschulhaus 1974 weiterbeschritten. Ein Umzug wurde wegen Platzmangels seit den 1920er-Jahren diskutiert. Seit 1963 war das Alte Lateinschulhaus als neuer Standort im Gespräch. 1968 stimmte die Ortsbürgergemeinde dem Vorhaben zu, 1970 die Einwohnergemeinde der Finanzierung. Auf eine ursprünglich geplante repräsentative Halle wurde verzichtet, um im Erdgeschoss einen den Bibliothekstrends der Zeit entsprechenden grossen Freihandbereich einzurichten. Der Planbestand des Freihandbereichs betrug 15'000 Bände. Bei der Eröffnung betrug er zunächst 8'500 Bände. Davon gehörten 3'000 zur Magazinbibliothek im Museum, 5'500 waren Neuanschaffungen. Zusammen mit der Bibliothek zog auch das Stadtarchiv in die Räumlichkeiten des Alten Lateinschulhause. Es befand sich zuvor im Rathaus.
2007 wurde die Bibliothek ausgebaut und eine Nonbook-Abteilung geschaffen. Zugleich wurde das Gebäude umfassend renoviert.

### Kataloge
1751 wurde ein alphabetischer Autorenkatalog erstellt. Nachdem der Buchbestand angewachsen war, wurden Verzeichnisse für die einzelnen Gestelle geschaffen – so auch 1807 nach Erhalt der Rudolfschen Schenkung. 1815 wurde ein Verzeichnis der für die Unterhaltung bestimmten Literatur erstellt. Die Schaffung eines allgemeinen Katalogs wurde 1832 beschlossen. 1834 wurde ein alphabetischer Katalog der kleineren Bibliothek gedruckt, der seit einer Neuauflage 1844 in Rubriken unterteilt war. Ein erster gedruckter Katalog für die grössere Bibliothek wurde 1846 veröffentlicht. 1874 wurde ein Katalog der größeren Stadtbibliothek mit mehr als 500 Seiten veröffentlicht, ein Nachtrag folgte bereits ein Jahr später. Ab 1935 bestand ein Katalog, der den ganzen Bestand verzeichnete und in Sachrubriken gegliedert war. Ab Anfang der 60er-Jahre erstellte Ernst Fritz Lehmann, der 1965 der erste hauptamtliche Bibliothekar wurde, einen Zettelkatalog.

## Bestand

### Gesamtbestand
Im Jahr 2019 betrug der Medienbestand 124'326, darunter 116'716 Druckschriften, 7'194 audiovisuelle Medien und 416 Karten und Pläne.
Die Bibliothek gewährt weiter Zugang zu 11'518 E-Books, 1'132 elektronischen Zeitschriften und 3'459 digitalen Online-AV-Medien.

### Historischer Bestand
Der historische Bestand besteht aus 27'758 Bänden, wovon 54 (0,2 %) aus der Zeit vor 1500, 1'719 (6,2 %) aus dem 16. Jahrhundert, 2'898 (10,4 %) aus dem 17. Jahrhundert 7'987 (28,8 %) aus dem 18. Jahrhundert und 15'100 (54,4 %) aus dem 19. Jahrhundert stammen.
18'981 (68,4 %) der Werke sind deutscher, 5'047 (18,2 %) lateinischer, 2'883 (10,4 %) französischer, 253 (0,9 %) griechischer, 150 (0,5 %) italienischer, 139 (0,5 %) englischer und 30 (0,1 %) hebräischer Sprache. Weitere Sprachen sind Niederländisch, Spanisch, Ungarisch, Syrisch, Rätoromanisch, Jiddisch, Äthiopisch, Arabisch und Grönländisch. Die Werke aus dem 16. Jahrhundert sind zu 65 % in Latein, diejenigen des 19. Jahrhunderts über 90 % auf Deutsch verfasst.
Der historische Bestand wurde in den Katalogen nach Sachgebieten gegliedert, wobei die Zuordnung manchmal fragwürdig ist. Die Sachgebiete wurden mit Buchstaben gekennzeichnet. Hinzu kommen Sondersammlungen.
| Buchstabe | Sachgebiet                                                                           | Anzahl   | Anteil am Bestand |
| --------- | ------------------------------------------------------------------------------------ | -------- | ----------------- |
| A         | Theologie                                                                            | 2855     | 10,5 %            |
| B         | Philosophie, Psychologie, Pädagogik                                                  | 1076     | 4 %               |
| C         | Klassische und morgenländische Sprachen, Sprachwissenschaft                          | 1991     | 7 %               |
| D         | Neuere Sprachen und deren Literatur                                                  | 6413     | 23 %              |
| E         | Staats- und Rechtskunde, Volkswirtschaft und Soziologie                              | 1030     | 4 %               |
| F         | Kunst, Kunstgewerbe                                                                  | 656      | 2,5 %             |
| G         | Naturwissenschaften, Mathematik                                                      | ca. 1500 | 5,5 %             |
| H         | Heilkunde, Körperpflege, Nahrung                                                     | 1920     | 7 %               |
| I         | Haus-, Land- und Waldwirtschaft, Gewerbe, Handel, Technik, Verkehr                   | 629      | 2,5 %             |
| K         | Allgemeine Geschichte, Memoiren, Biographien                                         | 2932     | 11 %              |
| L         | Länder- und Völkerkunde, Reisen, Atlanten, Karten                                    | 1422     | 5 %               |
| M         | Schweizer Geschichte                                                                 | 2831     | 10 %              |
| N         | Bibliographie, Enzyklopädie, Geschichte der Wissenschaften, Zeitschriften, Zeitungen | 1686     | 6 %               |

Die Sondersammlungen sind die Sammlung Karl Eugen Petzold (1,1 %), die Sammlungen X, Xf und Xq (0,9 %), in denen viele Werke aus dem Besitz Eugen Kuhns vereint sind, Musikalien (0,7 %), Inkunabeln (0,2 %) und Grossformate (0,1 %), bei denen es sich um zum Sachgebiet L gehörende Kupfertafeln, Atlanten und Landkarten handelt.
Bei der ältesten der 54 Inkunabeln handelt es sich um die Opera des Lactantius, die 1470 von Konrad Sweynheym und Arnold Pannartz in Rom gedruckt wurde.
Bei den Werken des 16. und 17. Jahrhunderts sind die Sachgebiete «Theologie» (50 bzw. 21 %) und «Klassische Sprachen» (25 bzw. 21 %) am stärksten vertreten, im 18. Jahrhundert «Medizin» mit 17,5 % und im 19. Jahrhundert «Neuere Sprachen und deren Literatur» mit 35,5 % vor «Schweizer Geschichte» mit 15 % und «Allgemeine Geschichte» mit 11 %. Wichtige Schwerpunkte sind Schriften von Humanisten wie Petrarca (10 Titel), Erasmus (66) oder Melanchthon (33), von Petrus Ramus (10) und seinen Anhängern sowie von reformierten Philosophen und Enzyklopädisten des 17. Jahrhunderts, u. a. Rudolf Goclenius (17) und Gerhard Johann Vossius (15) und Bartholomäus Keckermann (10). Ebenso gut Vertreten sind Schriften von René Descartes sowie der Cartesianer und Anticartesianer. Von frühaufklärerischen Autoren vertreten sind unter anderem Werke von Hugo Grotius (14) und Samuel Pufendorf (11). Von Pierre Bayle fanden sieben Werke Eingang in den Bestand, darunter zwei Ausgaben des Dictionnaire historique et critique (Rotterdam 1702–1720). Mit 35 respektive 14 Werken sind die Mediziner Albrecht von Haller und Johann Georg Zimmermann vertreten. Die Bibliothek verfügt weiter über einen grossen Bestand von Periodika, darunter politische Zeitschriften, Gelehrtenzeitschriften, naturwissenschaftliche Zeitschriften und moralischen Wochenschriften, aus dem 19. Jahrhundert auch Unterhaltungsblätter und populärwissenschaftliche Zeitschriften.

## Statistik
Im Jahr 2019 zählte die Stadtbibliothek Zofingen 2'512 Benutzer und 74'319 Bibliotheksbesuche. Ausleihen wurden 146'254 getätigt.
Die Bibliothek hatte 2019 zehn Mitarbeitende, davon eine in Vollzeit. Dies entspricht 3,48 Vollzeitstellen.

## Publikationen
- Katalog der größern Stadtbibliothek in Zofingen. Ringier'sche Buchdr., Zofingen 1874 (Volltext).